# Município de Lancaster City (condado de Fairfield, Ohio)
O município de Lancaster City (em inglês: Lancaster City Township) é um município localizado no condado de Fairfield no estado estadounidense de Ohio. No ano de 2010 tinha uma população de 38 754 habitantes e uma densidade populacional de 825,04 pessoas por km².

## Geografia
O município de Lancaster City encontra-se localizado nas coordenadas 39° 43′ 28″ N, 82° 36′ 13″ O. Segundo a Departamento do Censo dos Estados Unidos, o município tem uma superfície total de 46,97 km², da qual 46,81 km² correspondem a terra firme e (0,35%) 0,17 km² é água.

## Demografia
Segundo o censo de 2010, tinha 38.754 habitantes residindo no município de Lancaster City. A densidade populacional era de 825,04 hab./km². Dos 38.754 habitantes, o município de Lancaster City estava composto pelo 95,87% brancos, o 1,02% eram negros, o 0,26% eram amerindios, o 0,47% eram asiáticos, o 0,04% eram insulares do Pacífico, o 0,61% eram de outras raças e o 1,74% pertenciam a dois ou mais raças. Do total da população o 1,63% eram hispanos ou latinos de qualquer raça.